# باول بروكس ديفيس
باول بروكس ديفيس (بالإنجليزية: Paul Brooks Davis)‏ هو مصمم جرافيك أمريكي، ولد في 1938 في سنتراهوما في الولايات المتحدة.

## وصلات خارجية
- باول بروكس ديفيس على موقع ميوزك برينز (الإنجليزية)
- باول بروكس ديفيس على موقع ديسكوغز (الإنجليزية)